# Shumaira Mheuka
Shumaira Zion Mheuka (Birmingham, 20 oktober 2007) is een Engels-Zimbabwaans voetballer die doorgaans speelt als spits. Hij stroomde in 2024 door vanuit de jeugdopleiding van Chelsea FC.

## Clubcarrière
Mheuka verruilde de jeugdopleiding van Brighton & Hove Albion in 2022 voor die van Chelsea FC. Chelsea FC kreeg in februari 2024 te horen dat het tussen $ 1 tot 4,25 miljoen, mogelijk een recordbedrag voor een 14-jarige, aan Brighton & Hove Albion moest betalen voor de transfer. In het seizoen 2023/24 ging Mheuka regelmatig spelen voor de onder-18, voordat hij in het daaropvolgende seizoen ook ging spelen voor de onder-21. Hij ondertekende op 24 oktober 2024 zijn eerste professionele contract. Hij debuteerde op 12 december 2024 in het eerste elftal, als invaller voor Marc Guiu bij een 1–3 zege op Astana FK in de UEFA Conference League. Daarmee werd Mheuka de tweede jongste speler van Chelsea FC in het Europees clubvoetbal, na Dominic Solanke. Op 25 februari 2025 maakte hij ook zijn debuut in de Premier League. Die dag kwam hij vlak voor tijd binnen de lijnen voor Enzo Fernández in een 4–0 overwinning tegen Southampton FC. Mheuka werd op 6 maart 2025, tegen FC Kopenhagen in de achtste finales van de UEFA Conference League (1–2 winst), op een leeftijd van 17 jaar en 137 dagen de jongste speler ooit met een basisplek voor Chelsea FC in het Europees clubvoetbal. Hij zat niet bij de wedstrijdselectie toen Chelsea FC op 28 mei 2025 de UEFA Conference Leaguefinale met 1–4 won van Real Betis.

## Clubstatistieken
| Seizoen         | Club            | Competitie      | Competitie | Competitie | Beker | Beker | Internationaal | Internationaal | Totaal | Totaal |
| Seizoen         | Club            | Competitie      | Wed.       | Dlp.       | Wed.  | Dlp.  | Wed.           | Dlp.           | Wed.   | Dlp.   |
| --------------- | --------------- | --------------- | ---------- | ---------- | ----- | ----- | -------------- | -------------- | ------ | ------ |
| 2024/25         | Chelsea FC      | Premier League  | 1          | 0          | 0     | 0     | 4              | 0              | 5      | 0      |
| Carrière totaal | Carrière totaal | Carrière totaal | 1          | 0          | 0     | 0     | 4              | 0              | 5      | 0      |

Bijgewerkt t/m 31 mei 2025.

## Interlandcarrière
Mheuka speelde voor Engelse nationale jeugdelftallen vanaf de onder-15. In mei 2024 nam hij met Engeland onder 17 deel aan het EK onder 17 in Cyprus. Hij kwam op het toernooi driemaal in actie en scoorde in de laatste groepswedstrijd tegen Spanje (3–1 winst), voordat Engeland in de kwartfinales op strafschoppen werd uitgeschakeld door Italië.

## Persoonlijk
Mheuka's vader, Malcom Mheuka, voetbalde voor onder andere Zimbabwe Saints.

## Erelijst
Chelsea FC
- UEFA Conference League: 2024/25